# Julius Kniese

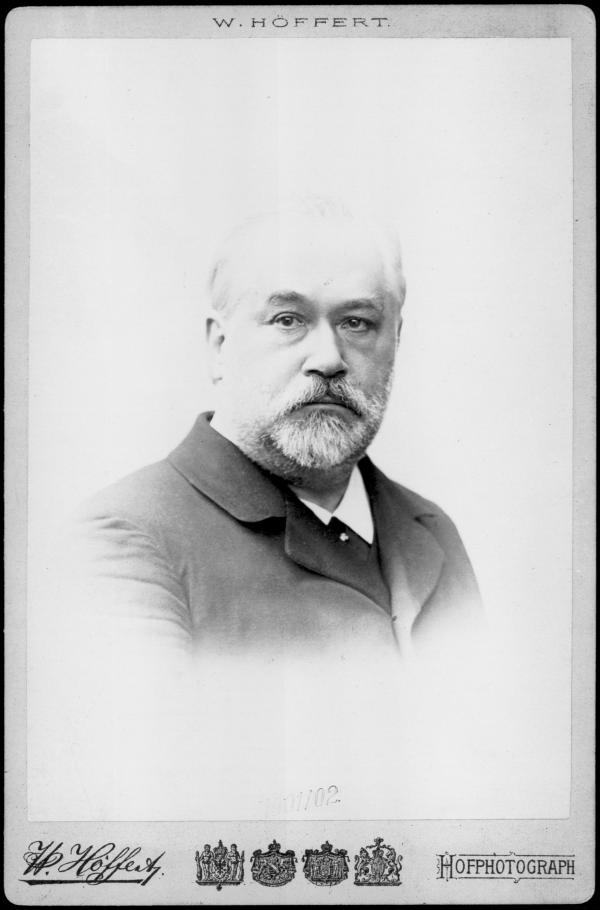
Julius Kniese (1901)

Julius Kniese (* 21. Dezember 1848 in Roda; † 22. April 1905 in Dresden) war ein deutscher Chorleiter und Dirigent sowie städtischer Musikdirektor in Aachen und Leiter der Bayreuther Festspiele.

## Leben und Wirken
Der Sohn eines Schneiders wuchs in einfachen Verhältnissen auf. Sein Onkel mütterlicherseits, der von Beruf Volksschul- und Musiklehrer war, erkannte schon früh das musikalische Talent von Julius Kniese und übte mit ihm Gesang und Klavier. Mit neun Jahren sang er bereits in der Kurrende seiner Heimatstadt und mit elf den Sopranpart in Haydns Schöpfungsmesse. Nachdem er zwischenzeitlich seinen Onkel und im Alter von 14 Jahren auch seinen Vater verloren hatte, war Kniese gezwungen, mit Klavierunterricht zum Lebensunterhalt der Familie beizutragen. Dafür erhielt er unentgeltlichen Gesangs- und Klavierunterricht beim örtlichen Kantor, vertrat diesen dabei immer häufiger auf der Orgel und leitete bereits mit 17 Jahren einen Männergesangsverein. Daneben besuchte er nach seinem Schulabschluss für drei Jahre das Lehrerseminar in Altenburg, unter anderem bei Hofkapellmeister Wilhelm Stade.

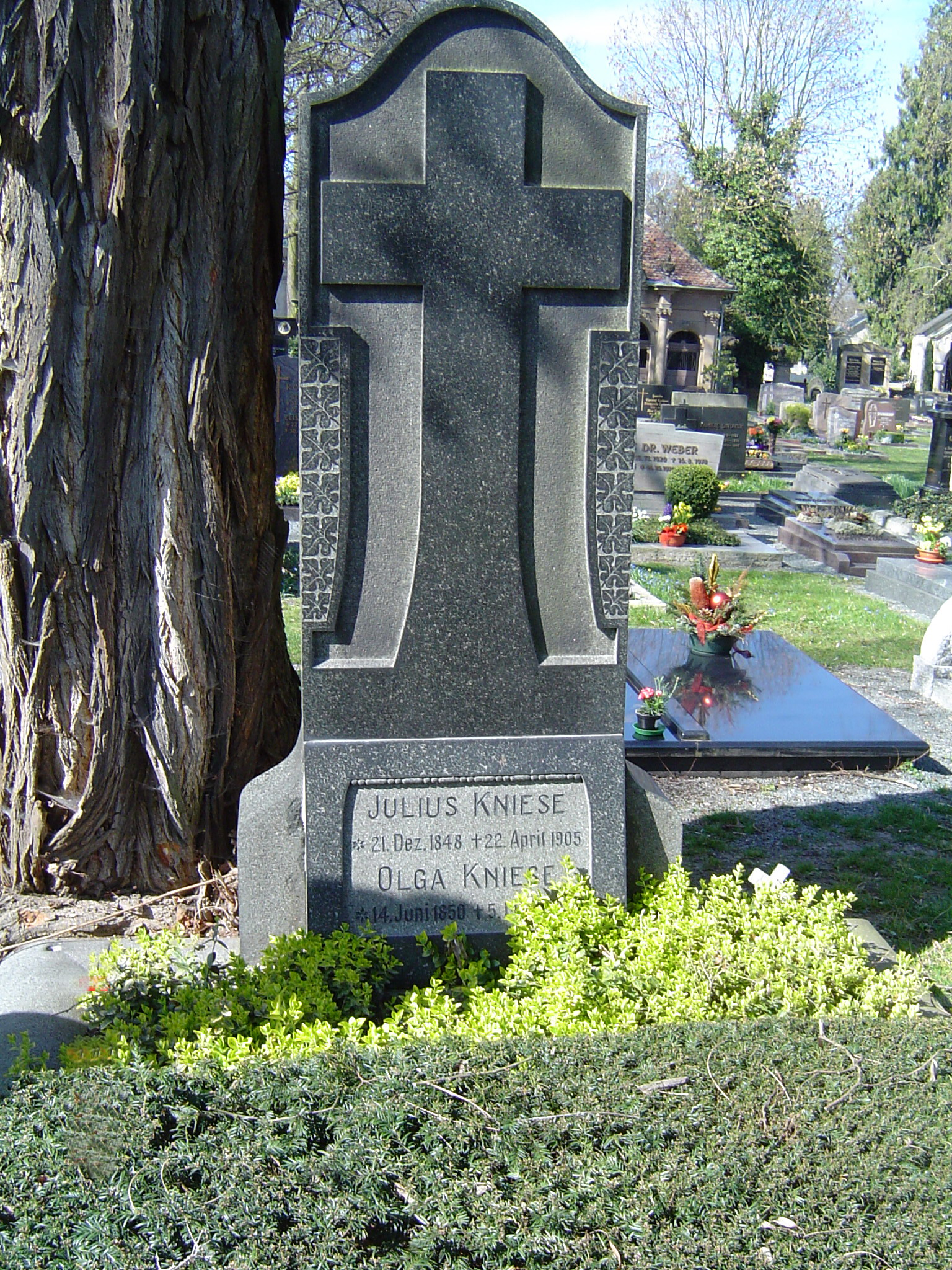
Grabstätte von Julius Kniese auf dem Bayreuther Stadtfriedhof

Auf dessen Empfehlung hin wechselte er 1866 zu Carl Riedel und Franz Brendel nach Leipzig, wo er von beiden den musikalischen Feinschliff für seine weitere Laufbahn erhielt. Dort lernte er 1869 auch Franz Liszt kennen, dessen Werke er besonders schätzte und mit dem ihn zukünftig ein reger Meinungs- und Erfahrungsaustausch verband. Im Jahr 1871 wurde Kniese nach Glogau berufen, wo er seine Frau Olga, geb. Mathies, heiratete und bis 1879 als Dirigent die Singakademie zu Glogau leitete. Es folgte ein Wechsel nach Frankfurt am Main, wo er den Rühl’schen Gesangsverein leitete und mit diesem Chor große Erfolge vor allem bei den Aufführungen der Werke von Johann Sebastian Bach feierte. Dort wurde er Mitglied der Freimaurerloge Zur Einigkeit. Wiederum war es Liszt, der ihm vorzügliche Kritiken erteilte und dessen Oratorium Christus er erstmals trotz Ressentiments der Bevölkerung „neumodischer Musik“ gegenüber mit großem Erfolg aufführte. Seine Tätigkeit in Frankfurt beendete er, als er 1884 das Angebot aus Aachen erhielt, am dortigen Theater Aachen die Stelle des Musikdirektors und Kapellmeisters zu übernehmen. Ein Jahr später leitete er zusammen mit Carl Reinecke das Niederrheinische Musikfest. Trotz großer Aufführungserfolge mit dem Sinfonieorchester Aachen kam es in der Folgezeit mit dem dortigen Vorstand zu Verwerfungen, so dass er bereits im Jahr 1887 nach Breslau wechselte, wo er zwei Jahre lang ohne feste Anstellung lediglich Privatunterricht erteilte.
Bereits seit seiner Glogauer Zeit erhielt Kniese durch den Schwiegersohn von Franz Liszt, Richard Wagner, immer wieder Angebote, bei den Aufführungen in Bayreuth mitzuwirken. So war er 1871 zunächst Mitglied des Chores, wohnte 1872 der Grundsteinlegung in Bayreuth bei, gehörte 1876 zum Stab der Musiksachverständigen für die Bayreuther Festspiele, arbeitete 1882 als Volontär mit dem Chor der Festspiele bei der Uraufführung des Parsifal unter dem Dirigat von Hermann Levi zusammen, gab den Töchtern aus dem Haus Wahnfried Gesangsunterricht, leitete bereits 1888/89 eigenständig den Chor für Meistersinger und wurde schließlich 1889 hauptamtlich als  Chorleiter und Festspielorganisator übernommen. Neben dieser Tätigkeit gründete er noch im gleichen Jahr eine Stimmbildungsschule und den Bayreuther Chorverein, den späteren Philharmonischen Chor Bayreuth. Zu seinen bekanntesten Schülern jener Zeit zählten unter anderem der künftige Nachfolger als Festspielleiter, Siegfried Wagner, sowie die Opernsänger Hans Breuer, Alois Burgstaller und Richard Mayr. Er unterstützte hierbei Cosima Wagners deklamationsorientierte Vorstellungen vom idealen Wagnergesang (siehe dort zur sängerischen Rezeption). Bis zu seinem Tode im Jahr 1905 infolge eines Herzinfarktes auf einer Reise nach Dresden meisterte Kniese seine Aufgaben in Bayreuth mit großem Erfolg und wurde nach dem Tod Wagners als der „Retter und Erneuerer“ der Bayreuther Festspiele angesehen.
In Erinnerung an Julius Kniese wurde in Bayreuth eine Straße nach ihm benannt. An seinem Geburtshaus in Roda und an seinem Wohnhaus in Bayreuth (Ecke Liszt / Cosima-Wagner-Straße) wurden Gedenktafeln angebracht. Ein Teilnachlass von Julius Kniese (u. a. der Briefwechsel mit Cosima Wagner) befindet sich heute im Hochschularchiv des Thüringischen Landesmusikarchiv in Weimar.

## Werke (Auswahl)
- Die schönen Augen der Frühlingsnacht, op. 10 (Sechs Lieder) no. 8 (Text: Heinrich Heine)